# Uva (fiume)
La Uva (in russo Ува?; in lingua udmurta: Ва, Va) è un fiume della Russia europea orientale, affluente di destra della Vala (bacino del Volga). Scorre nei rajon Uvinskij e Vavožskij dell'Udmurtia. 
Il fiume ha origine 2 km a nord del villaggio di Zinovej. La direzione generale della corrente è sud-ovest. Ha una lunghezza di 112 km, il suo bacino è di 1230 km². Sfocia nella Vala a 78 km dalla foce. Tocca i villaggi di  Uva e Vavož.